# 藤沢万九郎
藤沢 万九郎（ふじさわ まんくろう、1866年1月12日（慶応元年11月26日） - 1926年（大正15年）3月29日）は、日本の政治家。衆議院議員（1期）。

## 経歴
滋賀県出身。1881年、長浜講習学校卒。のちに漢学を学ぶ。農業と売薬商を営み、(株)近江米取引所理事、所得税調査委員、東浅井郡農会副会長、滋賀県山林会評議員、東浅井郡議、滋賀県議、同参事会員、同議長となる。
1924年の第15回衆議院議員総選挙において滋賀6区から立憲政友会公認で立候補して当選した。衆議院議員を1期務め、1926年に現職のまま死去した。